# Dipika Pallikal
Dipika Rebecca Pallikal Karthik (* 21. September 1991 in Chennai) ist eine indische Squashspielerin.

## Karriere
Sie begann ihre Karriere im Jahr 2006 auf der PSA World Tour und war erst die zweite indische Squashspielerin, die es in die Top 100 der Damenweltrangliste geschafft hatte. Es folgte ebenso die Berufung zur Nationalmannschaft. Ihre bislang beste Platzierung in der Weltrangliste war Rang zehn im Dezember 2012. In Kalkutta gewann sie gegen Emma Beddoes ihren ersten Titel auf der Profitour. Seitdem gewann sie insgesamt elf Titel auf der World Tour. Im Jahr 2012 wurde sie mit dem Arjuna Award ausgezeichnet. Zuvor hatte sie mit der indischen Nationalmannschaft die Asienmeisterschaft gewonnen. Bereits 2010 hatte sie mit der Mannschaft die Bronzemedaille bei den Asienspielen gewonnen. Im Jahr 2014 erhielt sie den Padma Shri. 2011 und 2016 wurde sie indische Meisterin.
2014 gewann sie mit Joshna Chinappa die Goldmedaille im Damendoppel bei den Commonwealth Games. Es war die erste Medaille im Squash in der indischen Historie. 2014 gewann sie bei den Asienspielen zwei weitere Medaillen: Bronze im Einzel und Silber mit der Mannschaft. 2017 wurde sie Vizeasienmeisterin im Einzel. Bei den Commonwealth Games 2018 erreichte sie mit Joshna Chinappa erneut das Endspiel der Doppelkonkurrenz, in dem sie Joelle King und Amanda Landers-Murphy unterlegen waren. Eine weitere Silbermedaille gewann sie an der Seite von Saurav Ghosal im Mixed, mit dem sie 2016 in dieser Disziplin Vizeweltmeisterin geworden war. Im April 2022 gelang Pallikal und Ghosal im Mixed schließlich der Titelgewinn. Darüber hinaus gewann sie auch im Doppel mit Joshna Chinappa den Titel. Im August 2022 sicherte sich Pallikal bei den Commonwealth Games in Birmingham im Mixed mit Saurav Ghosal die Bronzemedaille. Bei den 2023 ausgetragenen Asienspielen 2022 in Hangzhou gewann sie im Mixed mit Harinder Pal Sandhu die Gold- und mit der Mannschaft die Bronzemedaille.
Am 18. August 2015 heiratete sie den indischen Cricketspieler Dinesh Karthik. Im Oktober 2021 wurden sie Eltern von Zwillingen.

## Erfolge
- Weltmeisterin im Doppel: 2022 (mit Joshna Chinappa)
- Weltmeisterin im Mixed: 2022 (mit Saurav Ghosal)
- Vizeasienmeisterin: 2017
- Asienmeisterin mit der Mannschaft: 2012
- Gewonnene PSA-Titel: 11
- Commonwealth Games: 1 × Gold (Doppel 2014), 2 × Silber (Doppel und Mixed 2018), 1 × Bronze (Mixed 2022)
- Asienspiele: 1 × Gold (Mixed 2022), 2 × Silber (Mannschaft 2014 und 2018), 4 × Bronze (Einzel 2014 und 2018, Mannschaft 2010 und 2022)
- Indische Meisterin: 2011, 2016